# Coenonympha pauper
Coenonympha pauper är en fjärilsart som beskrevs av Marcel Caruel 1947. Coenonympha pauper ingår i släktet Coenonympha och familjen praktfjärilar. Inga underarter finns listade i Catalogue of Life.